# Marie-Luise Dött
Pour les articles homonymes, voir Dott.
Marie-Luise Dött (Nordhorn, 20 avril 1953) est une femme politique allemande.